# American Apparel
American Apparel, Inc. es una marca fabricante y tienda de ropa estadounidense fundado por Dov Charney en 1989 como tienda al por mayor y que en 1997 pasó al por menor. American Apparel anteriormente contaba con una fábrica ubicada en Los Ángeles. 
American Apparel se convirtió en pionera de la moda juvenil más transgresora en Estados Unidos, alcanzando una fama mundial gracias al estilo, acabados y producción 100% estadounidense propios de la marca. Sus campañas publicitarias rompieron los moldes de la industria de la moda al apostar por modelos no profesionales, muchos de ellos trabajadores propios de su sede en Los Ángeles. Fue una de las primeras marcas de ropa en buscar una interacción más cercana a su público objetivo a través de su imagen corporativa.
En septiembre de 2015, se estimaba que permanecían tan solo alrededor de 8,000 empleados activos. Para enero de 2017; 2,400 empleados habían sido destituidos. Todas sus sucursales físicas de esta cerraron en su totalidad en abril de 2017 ante la negativa de Gildan Activewear de no ser incluidas en el paquete de subasta. 

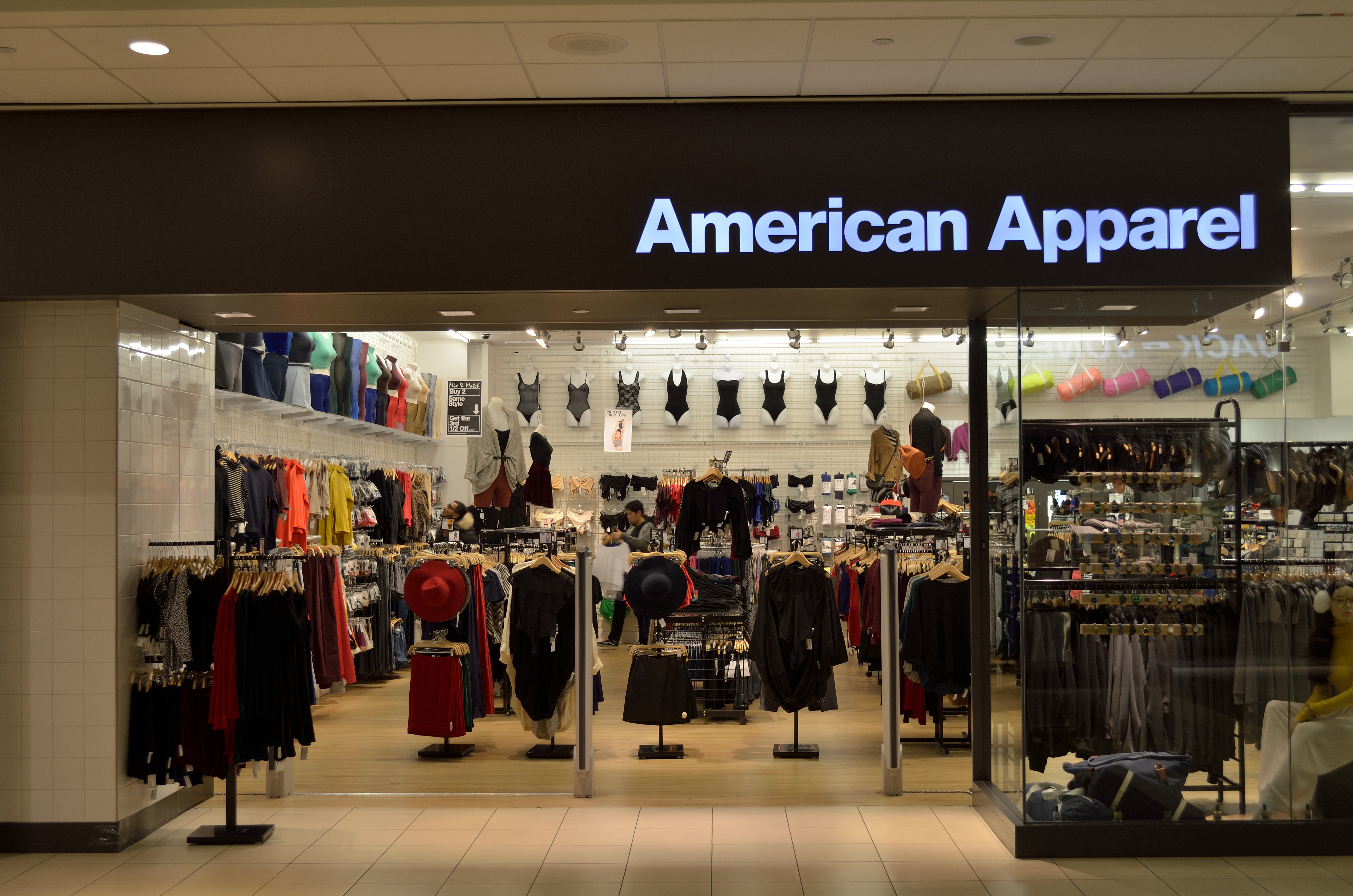
Tienda American Apparel en Ontario.

En el verano de 2014, el fundador de la marca Dov Charney fue cesado como presidente y directivo tras varios años de pésimos manejos a nivel ejecutivo, actos de corrupción y hasta pleitos legales que involucraron acusaciones de acoso sexual. La marca sería embargada y pasaría a manos de los bancos. En enero de 2017, la empresa canadiense Gildan Activewear adquirió la propiedad intelectual y otros activos de American Apparel por $88 millones de dólares en una subasta luego de que la compañía se declarara en bancarrota por segunda vez en noviembre de 2016.
En julio de 2017 American Apparel obtiene un nuevo respaldo financiero y seguirá solo como comerciante exclusivamente en línea, con una producción deslocalizada fuera de Estados Unidos. Actualmente, solo una parte de las prendas American Apparel se producen en California; el resto se manufacturan de forma global según el modelo productivo de Gildan Activewear.